# 요코노 준키
요코노 준키(일본어: 横野 純貴, 1989년 10월 7일 ~ )는 일본의 축구 선수이다.

## 구단 경력
과거 콘사돌레 삿포로, 츠바이겐 가나자와, 후쿠시마 유나이티드 FC에서 활동하였다.